# Baziqiao
Baziqiao (kinesiska: 八字桥) är en socken i sydöstra Kina. Den ligger i Youxi härad i staden Sanming i provinsen Fujian, omkring 150 kilometer väster om provinshuvudstaden Fuzhou. Antalet invånare är 8 983. Befolkningen består av 4 132 kvinnor och 4 851 män. Barn under 15 år utgör 15,0 %, vuxna 15-64 år 73 %, och äldre över 65 år 11,0 %.